# Kanton Neuvy-Saint-Sépulchre
Kanton Neuvy-Saint-Sépulchre (francouzsky Canton de Neuvy-Saint-Sépulchre) je francouzský kanton v departementu Indre v regionu Centre-Val de Loire. Tvoří ho 16 obcí.

## Obce kantonu
- Cluis
- Fougerolles
- Gournay
- Lys-Saint-Georges
- Maillet
- Malicornay
- Mers-sur-Indre
- Montipouret
- Mouhers
- Neuvy-Saint-Sépulchre
- Sarzay
- Tranzault